# Wolfgang Vockel

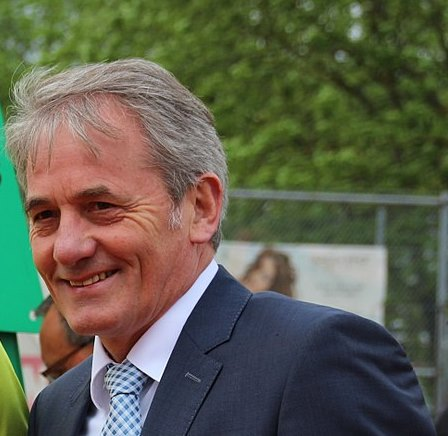
Wolfgang Vockel in Tauberbischofsheim (2016)

Wolfgang Vockel (* 19. Dezember 1955 in Cuxhaven) ist ein deutscher Politiker (parteilos) und ehemaliger Bürgermeister der Kreisstadt Tauberbischofsheim im Main-Tauber-Kreis im Nordosten von Baden-Württemberg in Deutschland. 

## Leben
Vockel besuchte 1962 bis 1966 die Grundschule Ritzebüttel in Cuxhaven. Nach dem Abschluss der Grundschule im Jahr 1966 besuchte er das Gymnasium Cuxhaven, wo er im Jahr 1974 sein Abitur ablegte. 1974 bis 1976 leistete er Wehrdienst. 1976 bis 1979 war Vockel im Vorbereitungsdienst mit anschließender Laufbahnprüfung für den gehobenen allgemeinen Verwaltungsdienst im Lande Niedersachsen tätig. Vockel studierte an der Verwaltungsakademie Lippe-Detmold in den Jahren 1980 bis 1983. Von 1979 bis 1986 war er Beamter der Stadtverwaltung in Cuxhaven. Bevor er Tauberbischofsheimer Bürgermeister wurde, amtierte er in Niedersachsen als Samtgemeindedirektor der Samtgemeinde Hadeln und als Stadtdirektor der Stadt Otterndorf.

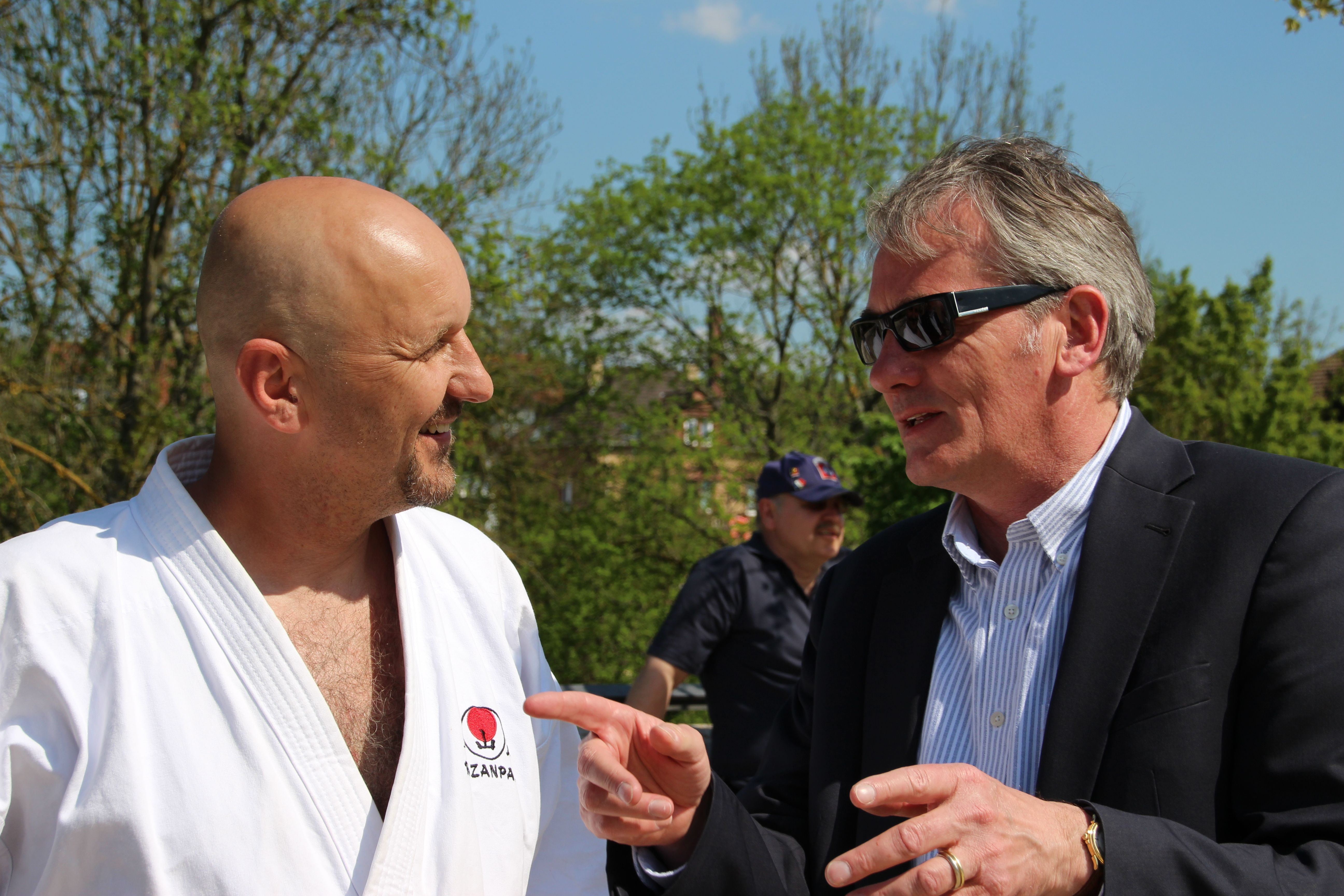
Wolfgang Vockel (rechts) bei einem Karate-Weltrekordversuch auf dem Wörtplatz in Tauberbischofsheim (2016)

Am 1. September 1995 wurde der parteilose Wolfgang Vockel zum Bürgermeister der Stadt Tauberbischofsheim gewählt. Mit jeweils großer Mehrheit wurde er den Jahren 2003 (93,47 %) und 2011 (74,64 %) in seinem Amt bestätigt.
2004 kandidierte Vockel vergeblich als parteiloser Kandidat, unterstützt von der CDU, für den Posten des Oberbürgermeisters von Konstanz.
Vockel gehörte dem Kreistag des Main-Tauber-Kreises an, wo er Mitglied der CDU-Fraktion war, verpasste bei der Kommunalwahl 2024 den Einzug in den Kreistag jedoch.
Bei der Bürgermeisterwahl am 30. Juni 2019 erreichte Vockel mit 28,4 Prozent der Stimmen hinter Anette Schmidt, die 39,3 Prozent erzielte, das zweitbeste Ergebnis im ersten Wahlgang. Vockel gab daraufhin am 3. Juli bekannt, nach 24-jähriger Amtszeit als Tauberbischofsheimer Bürgermeister seine Bewerbung im zweiten Wahlgang zurückzuziehen. Vockel bekleidete dieses Amt noch bis Ende August 2019.